# Harold Shipman
Harold Frederick "Fred" Shipman(14. januar 1946 – 13. januar 2004) var en engelsk praktiserende læge, som var en af vores tids mest aktive seriemordere. Han blev dømt for 15 mord i 2000, og fik 15 gange livstid.
Efter retssagen afgjorde en undersøgelse, at der var bevismateriale nok til at fastslå, at Shipman havde dræbt 218 mennesker, hvoraf 80% var kvinder. Hans yngste offer var Peter Lewis, en 41 år gammel mand.. 
Den officielle undersøgelse af hans løbebane konkluderede, at han med stor sandsynlighed dræbte 250 mennesker. Heraf er 218 blevet identificeret med sikkerhed.

Det meste af Englands lovgivning i forbindelse med sundhedsvæsnet blev gennemset og ændret som en direkte eller indirekte konsekvens af Shipmans forbrydelser, specielt efter at resultaterne af Shipman undersøgelsen, som begyndte den 1. september 2000, forelå.
Hans ofre var for det meste ældre mennesker og hans yngste offer var i 40’erne. 
Hans drabsmetode var for det meste overdoser af medicin.